# 松山市立旭中学校
松山市立旭中学校（まつやましりつ あさひちゅうがっこう）は、愛媛県松山市にある公立中学校。

## 所在地
- 愛媛県松山市下伊台町1105番1号
- 〒791-0112

## 部活動
- バスケットボール部
- ソフトテニス部
- 吹奏楽部(音楽部)
- 園芸部
- 囲碁部

## 沿革
- 1990年4月1日 - 松山市立伊台中、五明中を統合して設立。
- 1991年2月18日 - 校歌制定。
- 2021年 - 新1年生向けの夏服を導入。上級生も希望すれば着用ができる。

## 校区
- 松山市立伊台小学校、松山市立五明小学校の校区
- 松山市

梅木町、恩地町、上伊台町、小屋町、下伊台町、城山町、神次郎町、菅沢町、白水台1〜6丁目、南白水1〜3丁目、柳谷町　

## 制服
- 男子　
  - 冬服は標準的な学生服上下である。
  - 夏服はカッターシャツ、スラックスである。
- 女子　
  - 冬服はブレザー、ブラウス、ベスト、ネクタイ、スカートである。
  - 夏服はブラウス、スカートである。

## 周辺
- 愛媛県立農業大学校
- 西法寺
- 客王神社

## 交通
- 伊予鉄バス桜組にて下車

## 著名な出身者
【50音順】
- 首藤奈知子 - NHKアナウンサー
- 苗田未来 - 元バスケットボール選手
- 森薗美月 - 卓球選手